# 小顔クイーン
小顔クイーン（こがおクイーン）
1. エステサロン
2. コンテスト。本項。

小顔クイーン（こがおクイーン）とは、2006年からオリコンの関連会社であるオリコン・リサーチが行っているアンケート調査。
「小顔だと思う女性芸能人」について、オリコン・モニターリサーチ会員の10代から40代までを対象に毎年8月中旬インターネット調査が行われ、9月頃に発表される。

## 結果
| 年度     | 1位        | 2位        | 3位        | 4位        | 5位        |
| -------- | ---------- | ---------- | ---------- | ---------- | ---------- |
| 2006年度 | 小西真奈美 | 小泉今日子 | 安室奈美恵 | 伊東美咲   | 小雪       |
| 2007年度 | 安室奈美恵 | 小西真奈美 | 榮倉奈々   | 小泉今日子 | 小雪       |
| 2008年度 | 安室奈美恵 | 小西真奈美 | 小泉今日子 | 小雪       | 観月ありさ |
| 2009年度 | 安室奈美恵 | 小西真奈美 | 小雪       | 小泉今日子 | 榮倉奈々   |
| 2010年度 | 安室奈美恵 | 小西真奈美 | 小雪       | 佐々木希   | 榮倉奈々   |